# Doa BEST ALBUM "open door" 2004-2014
『doa BEST ALBUM "open door" 2004-2014』（ドア ベスト・アルバム オープンドア ツー・サウザンド・フォー・ツー・サウザンド・フォーティーン）は、2014年6月25日、GIZA studioから発売されたdoaのベスト・アルバム。規格品番はGZCA-5262,5263。

## 概要
デビュー10周年を記念してリリースされたベストアルバム。メジャーデビューシングル「火ノ鳥のように」から6作目の配信限定シングル「誰よりも近くにいるのに」までのシングル21作品のA面曲全曲と、アルバムの中から人気の高い楽曲14曲に、新曲「Amazing Days」を加えた合計30曲を収録。初回限定盤には、CDシングル全曲、「地球の中で二人っきり」、「FRONTIER」と「Amazing Days」のミュージック・ビデオを収録した特典DVDが付属している。
発売直後の7月5日・13日に、結成10周年記念ライブ「doa 10th Anniversary LIVE "open_door" 2014」が、東京と大阪で開催された。

## 収録曲

### DISC1
全作曲・編曲：徳永暁人
1. 火ノ鳥のように
作詞：徳永暁人　リードボーカル：徳永暁人, 吉本大樹
1stシングル。
2. 白の呪文
作詞：徳永暁人　リードボーカル：吉本大樹
2ndシングル。テレビ東京系アニメ『最遊記RELOAD GUNLOCK』第2期エンディングテーマ。
3. 英雄
作詞：徳永暁人　リードボーカル：吉本大樹
3rdシングル。CBC・TBS系『ウルトラマンネクサス』第1期オープニングテーマ。
4. 青い果実
作詞・リードボーカル：吉本大樹
4thシングル。CBC・TBS系『ウルトラマンネクサス』第2期オープニングテーマ。
5. 君だけに気づいてほしい
作詞：大田紳一郎　リードボーカル：吉本大樹
5thシングル。
6. キャンドル
作詞：大田紳一郎　リードボーカル：吉本大樹
6thシングル。
7. ゼロの気持ち
作詞：大田紳一郎　リードボーカル：doa
7thシングル。テレビ朝日アニメ『内閣権力犯罪強制取締官 財前丈太郎』オープニングテーマ。
8. 心のリズム飛び散るバタフライ
作詞・リードボーカル：徳永暁人
8thシングル。テレビ朝日アニメ『蒼天の拳』エンディングテーマ。
9. はるかぜ
作詞・リードボーカル：徳永暁人
9thシングル。
10. ガラスのハイウェイ
作詞・リードボーカル：徳永暁人
10thシングル。テレビ東京系アニメ『ゴルゴ13』エンディングテーマ。
11. サザンライツ
作詞・リードボーカル：徳永暁人
11thシングル。TBS系『噂の!東京マガジン』エンディングテーマ。
12. I wish
作詞・リードボーカル：徳永暁人
12thシングル。テレビ朝日系中四国ブロックネット「瀬戸内海から地球が見える〜ナルトビエイが伝える海のSOS〜」テーマソング。
13. 365のダイヤモンド
作詞・リードボーカル：徳永暁人
13thシングル。日本テレビ系『音楽戦士 MUSIC FIGHTER』1月POWER PLAY。
14. 旅立ちの歌
作詞：大田紳一郎　リードボーカル：徳永暁人
14thシングル。東北放送『…Love Music』およびエフエム愛媛『FMフレッシュ・ライフ〜ハミングにのせて〜』エンディングテーマ。
15. Now and Forever
作詞：大田紳一郎　リードボーカル：吉本大樹
15thシングル。

### DISC2
1. open_d
作詞：徳永暁人　リードボーカル：doa
1stアルバム『open_d』収録曲。
2. Siren
作詞：稲葉浩志　リードボーカル：徳永暁人
『open_d』収録曲。
3. 危険なカーブ
作詞・リードボーカル：大田紳一郎
2ndアルバム『CANDLE』収録曲。
当初、収録予定はなかったが、ファンらからの要望により収録が決定した。
4. 地球の中で二人っきり
作詞・リードボーカル：徳永暁人
3rdアルバム『3』収録曲。
5. 手紙
作詞・リードボーカル：徳永暁人
4thアルバム『Prime Garden』収録曲。
6. FRONTIER
作詞：大田紳一郎　リードボーカル：吉本大樹・徳永暁人
5thアルバム『FRONTIER』収録曲。
7. THIS LIFE
作詞：大田紳一郎　リードボーカル：doa
6thアルバム『THIS LIFE』収録曲。
8. We are one
作詞・リードボーカル：doa
1st配信限定シングル。
9. シュガー トレイン
作詞：徳永暁人　リードボーカル：吉本大樹
2nd配信限定シングル。
10. まわり道
作詞・リードボーカル：徳永暁人
3rd配信限定シングル。
11. RIDE ON
作詞：徳永暁人　リードボーカル：吉本大樹・徳永暁人
7thアルバム『RIDE ON』収録曲。
12. Something
作詞：徳永暁人　リードボーカル：吉本大樹・徳永暁人
4th配信限定シングル。
13. コンビニマドンナ
作詞：徳永暁人　リードボーカル：大田紳一郎
5th配信限定シングル。
14. 誰よりも近くにいるのに
作詞・リードボーカル：徳永暁人
6th配信限定シングル。
15. WANTED
作詞：徳永暁人　リードボーカル：吉本大樹
8thアルバム『WANTED』収録曲。
16. Amazing Days
作詞・リードボーカル：吉本大樹
「ありがとう」という一言がなかなか言えずにいる男性の感謝の想いが描かれた新曲。
3年ぶりにdoaの楽曲でPVが制作された。

## 初回限定盤DVD (PV)
1. 火ノ鳥のように
2. 白の呪文
3. 英雄
4. 青い果実
5. 君だけに気付いてほしい
6. キャンドル
7. ゼロの気持ち
8. 心のリズム飛び散るバタフライ
9. はるかぜ
10. ガラスのハイウェイ
11. サザンライツ
12. I wish
13. 365のダイヤモンド
14. FRONTIER
15. 旅立ちの歌
16. Now and Forever
17. 地球の中で二人っきり
18. Amazing Days

## 参加ミュージシャン
- 吉本大樹 - ボーカル、作詞
- 大田紳一郎 - ボーカル、ギター、作詞
- 徳永暁人 - ボーカル、ベース、ギター、ピアノ、オルガン、プログラミング、作詞
- 高久知也 - バイオリン (DISC2 M-15)